# جوزيف بيلمونت
جوزيف بيلمونت (بالفرنسية: Joseph Belmont)‏ هو سياسي سيشلي، ولد في 1 يونيو 1947 في ماهيه في سيشل. نشط حزبياً في الحزب السيشلي المتحد ‏. وقد انتخب نائب رئيس سيشل ‏ (16 أبريل 2004 – 30 يونيو 2010).